# 宝马方程式
宝马方程式（Formula BMW）是一项初级的方程式赛车赛事，参赛车辆为开轮式单座赛车。这项赛事与历史更悠久的福特方程式一样，是赛车手在他们职业生涯初期会参加的赛事，因为它为年轻的卡丁车赛手们的职业发展提供了机会，使他们对方程式赛车有初步的体验。
这项新兴的方程式赛事是由宝马汽车的赛车运动部门在2001年创立的，首场赛事于2002年在德国举行，由宝马为各参赛队提供引擎。宝马方程式包括了美国、英国、德国、亚洲和太平洋等系列赛事，其中在英国和德国举办的赛事在2010年合并为欧洲系列赛。各项系列赛中的佼佼者将被选出参加赛季末的世界总决赛，其胜者将会得到参加一级方程式测试赛的机会。
自2011年起，宝马将停止为欧洲和太平洋系列赛提供支持，而这些系列赛将继续独立举办。